# Mirko Giacomo Nenzi
Mirko Giacomo Nenzi (Venezia, 14 novembre 1989) è un pattinatore di velocità su ghiaccio italiano.

## Biografia

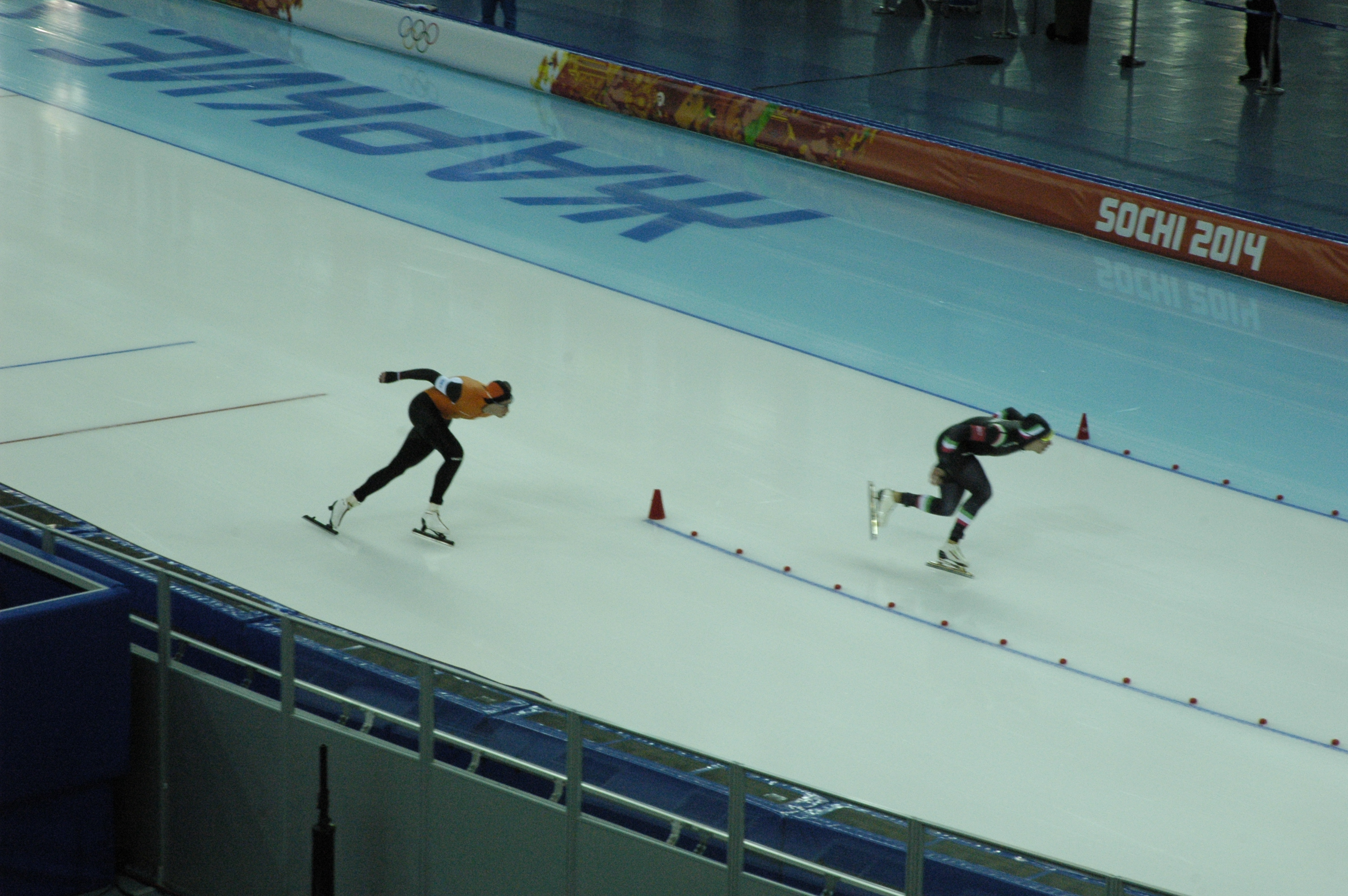
Mirko Giacomo Nenzi e Jan Blokhuijsen in azione nei 1500 m ai Giochi olimpici invernali di.

Ha iniziato a praticare il pattinaggio all'età di 8 anni. Ha studiato Scienze e Tecniche di Psicologia cognitiva applicata.
Si è messo in evidenza all'Universiade di Trentino 2013, dove ha vinto 4 medaglie, l'oro nei 1000 m, l'argento nei 500 e 1500 m e il bronzo nell'inseguimento a squadre, assieme a Jan Daldossi, Andrea Giovannini e Andrea Stefani.
Ha rappresentato l'Italia ai Giochi olimpici invernali di Soči 2014, dove si è classificato 28º nei 500 m, 25º nei 1000 m e 17º nei 1500 m.
È tornato all'Olimpiade a Pyeongchang 2018, in cui ha ottenuto il 30º piazzamento nei 500 e 1000 m.

## Palmarès
- Universiadi

Trentino 2013: oro nei 1000 m; argento nei 500 m; argento nei 1500 m; bronzo nell'inseguimento a squadre;
- Campionati italiani

1 bronzo Allround
- Campionati italiani assoluti sprint

4 ori (2011, 2012, 2013, 2014)

## Record personali
- 500 metri: 34"89 ( Calgary, 16 novembre 2013)
- 1 000 metri: 1'08"19 ( Calgary, 15 novembre 2013)
- 1 500 metri: 1'45"90 ( Calgary, 17 novembre 2013)
- 3 000 metri: 3'52"43 ( Inzell, 6 ottobre 2012)
- 5 000 metri: 7'20"64 ( Baselga di Piné, 6 marzo 2010)
- 10 000 metri: 16'19"35 ( Baselga di Piné, 7 marzo 2010)